# 潘智鍵
潘 智鍵（はん ちけん、拼音: Poon Chi-Kin、英語名：ゲイリー・プーン（Gary Poon）、1997年3月12日 - ）は香港の本土と同様民主主義政治家である。屯門社区網絡に所属している。屯門区区議会翠興選挙区議員。

## 経歴
潘智鍵は2012年の香港政府が開設する国民教育の撤回を目的としている事件の後学民思潮に加わり、2015年に退職する。
彼は大学の香港中文大学聯合書院で政治と行政を専攻しました。香港中文大学学生会のグループ委員会の委員長を務め、学校の申請を担当。期間中、学校職員は潘智鍵から「香港独立研究院」の登録情報を入手しようとしたが、協会が関連規定を遵守していることを理由に潘智鍵は拒否した。
潘智鍵は九龍角落のメンバーとして、かつては油尖旺区と深水埗区で地域活動を行っていましたが、2018年4月17日に個人のFacebookページで九龍角落からの離党を発表しました。
2018年4月29日、屯門社区網絡に参加し、屯門翠興選挙区に転籍して地区での活動を行い、当時は親中派の区議会議員朱耀華に対抗する予定でした。2019年香港区議会議員選挙では屯門区から立候補し、4,662票(60.62%）を獲得し、現職親中派の朱耀華を破り初当選を果たす。
2019年12月21日、屯門社区網絡が初めて議会の議席を降ろす直後の党主席選で選出されました第2代主席。